# Ehretia rigida
Espèce
Classification phylogénétique
Ehretia rigida est un arbuste ou un petit arbre d’Afrique du Sud de la famille des Boraginacées.
L’aspect rigide des pousses (en petites branches très droites) assez caractéristique a servi à nommer cette espèce.

## Description
Ehretia rigida reste généralement un buisson ou un petit arbre d’une taille inférieure à 6 m mais peut atteindre parfois 9 m de haut.
Son feuillage est caduc.
Les feuilles sont alternes mais regroupées l’extrémité des branches. Le pétiole est très court - il atteint rarement 8 mm - voire absent.
Les inflorescences - des cymes paniculées - sont mauves pales ou blanches. Les fleurs, hermaphrodites, parfumées, ont environ 7 mm de diamètre.
Le fruit, une drupe, est rouge orangé virant au noir à maturité. L'endocarpe est séparé en 4 pyrènes contenant chacun une graine (comme la majorité des espèces du genre Ehretia de l'Afrique de l'Est et de Madagascar).
L’espèce est souvent parasitée par un gui, Viscum rotundifolium.
Deux sous-espèces sont répertoriées :

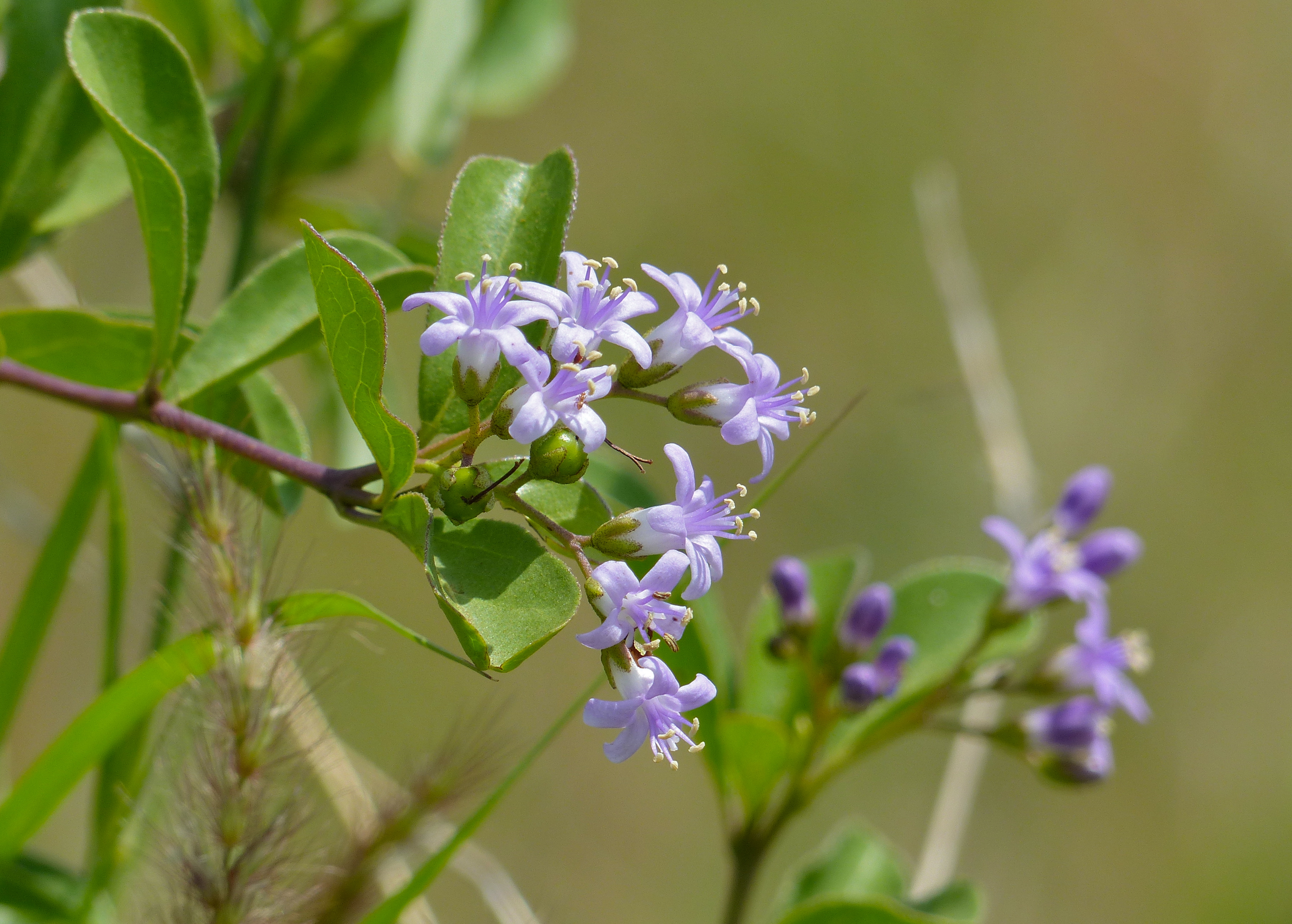
Ehretia rigida nervifolia (Parc national Kruger, Afrique du Sud)

- Ehretia rigida Druce subsp. nervifolia Retief & A.E.van Wyk - 2001
- Ehretia rigida Druce subsp. silvatica Retief & A.E.van Wyk – 2001

## Répartition
L’espèce est présente en Afrique du Sud (Est, Botswana et Lesotho), au Zimbabwe et au Mozambique. En Namibie, la révision de 2001 du genre a reclassé les spécimens existant d’Ehretia rigida en deux espèces : ’’Ehretia alba’’ et ’’Ehretia namibiensis’’ .
Elle tolère une grande variété d’habitats, principalement les plaines herbeuses.
1. ↑  Barbara CURTIS et Coleen MANNHEIMER - ’’Tree atlas of Namibia’’ - ’’Ehretia alba’’ and ’’Ehretia namibiensis’’ - National Botanical Research Institute , 2005 - p. 565 à 567 Namibian Biodiversity Database

## Utilisations et intérêts
Le fruit est comestible à maturité mais insipide.
L’espèce présente un intérêt décoratif et ornemental (parfois cultivé aussi en bonsaï) outre son intérêt écologique (plante très mellifère, nourriture animale).
Quelques usages locaux du bois existent ainsi qu’en médecine traditionnelle (racines).

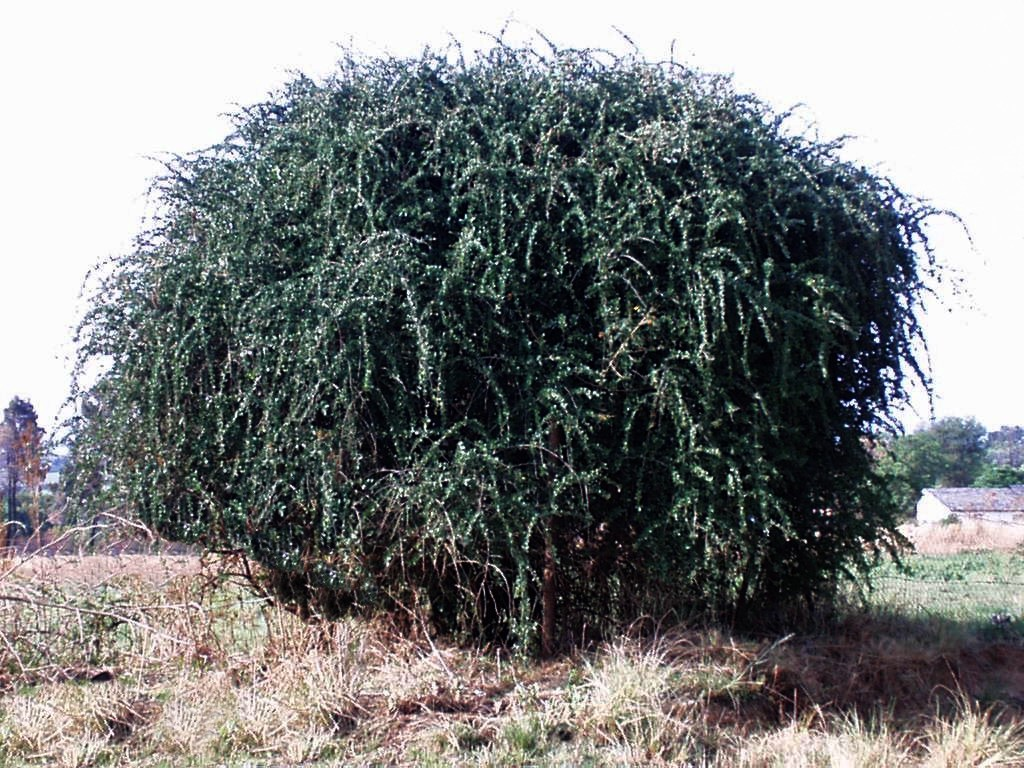
Aspect général
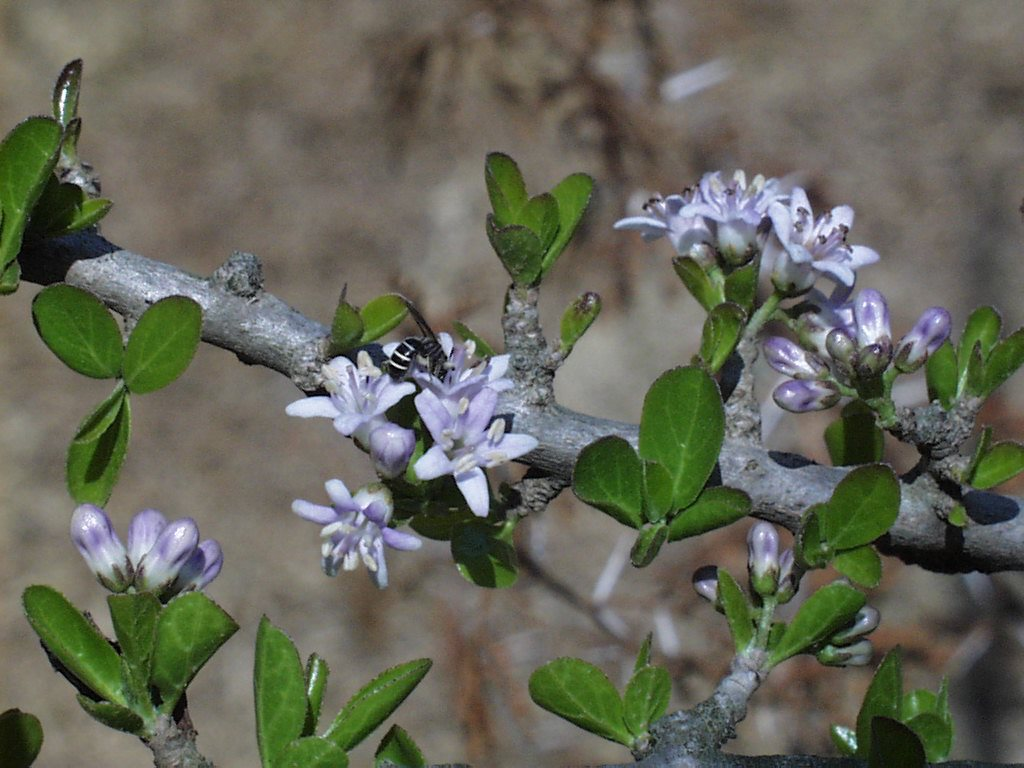
Fleur
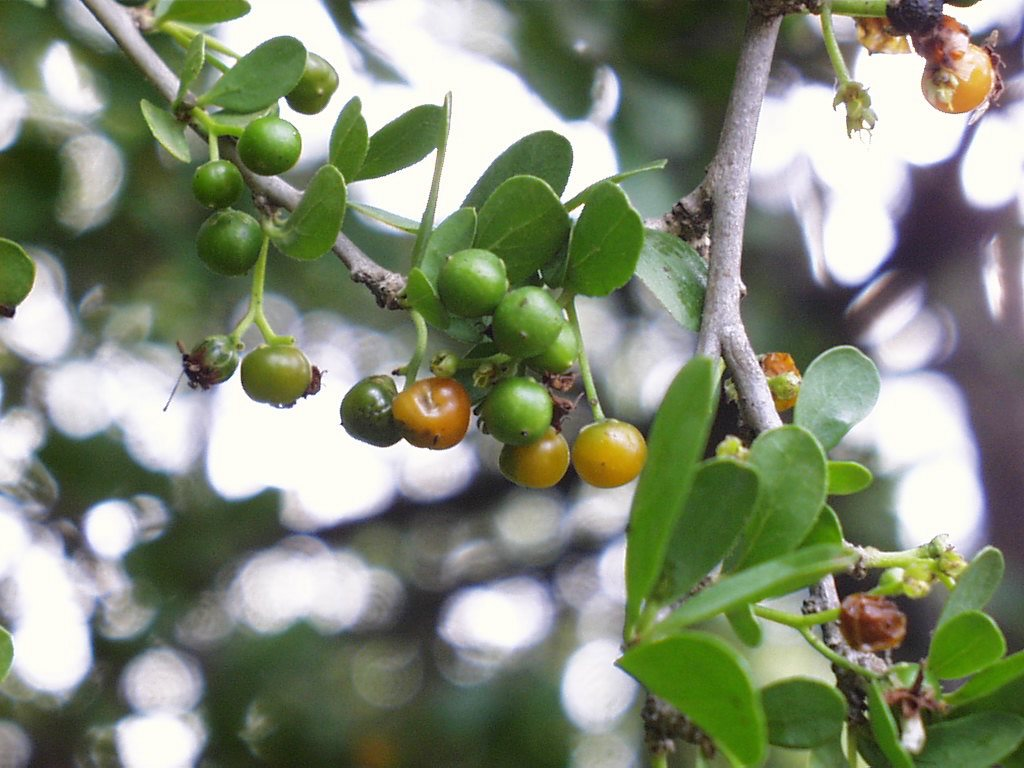
Fruits